# Rödskär (Kumlinge, Åland)
Rödskär är en ö i Åland (Finland). Den ligger i Skärgårdshavet och i kommunen Kumlinge i landskapet Åland, i den sydvästra delen av landet. Ön ligger omkring 51 kilometer nordöst om Mariehamn och omkring 240 kilometer väster om Helsingfors.
Öns area är 5,9 hektar och dess största längd är 390 meter i nord-sydlig riktning. Ön höjer sig omkring 15 meter över havsytan.